# Konstytucja (zootechnika)
Konstytucja (łac. constitutio układ, struktura) – stan organizmu zwierzęcia uwarunkowany jakością tkanek, czynnością narządów wewnętrznych i regulacyjną działalnością gruczołów dokrewnych. 
Konstytucja przejawia się w wyglądzie zewnętrznym zwierzęcia i w sposobie jego reagowania na otoczenie. Jest ona miarą jego energii życiowej uwarunkowanej działaniem gruczołów wydzielania wewnętrznego. Jest to właściwość dziedziczna, ale podlegająca wpływom środowiska zewnętrznego, mogąca ulegać zmianom. 
U zwierząt hodowlanych wyróżnia się 4 typy konstytucji: 
- limfatyczną (trawienną), charakteryzująca się powolną przemianą materii, silnym rozwojem tkanki łącznej, obecnością tłuszczu w tkance mięśniowej, łącznej i pod skórą; stawy i ścięgna nie są wyraźnie zarysowane; zwierzęta o takim typie nadają się na opas,

- suchą (oddechową), cechująca się szybką przemianą materii, dzięki dużej pojemności płuc i znacznej sprawności układu krążenia oraz narządów wydalniczych; tkanka łączna słabo rozwinięta, skóra cienka, budowa ciała lekka, ale zarazem silna,

- zwięzłą (silną), charakteryzującą się mocną budową ciała, w tym silnie lub umiarkowanie rozwiniętym kośćcem i umięśnieniem, dużą pojemnością klatki piersiowej, skórą o dobrej zwartości i średniej grubości oraz żywym temperamentem,

- delikatną, charakteryzującą się cienkokostnością, słabym umięśnieniem i cienką skórą z jedwabistym włosem.

Typy konstytucji rzadko występują w czystej postaci, najczęściej przybierają różne formy pośrednie. W praktyce produkcyjnej w każdym z tych typów wyróżnia się dwie odmiany: 
- mocną, cechującą zwierzęta o budowie prawidłowej dla danego typu, dobrym zdrowiu, odporne na zmiany warunków środowiskowych, płodne i zachowujące odpowiedni poziom użytkowości,

- słabą, która znamionuje zwierzęta wątłej budowy, łatwo zapadające na zdrowiu, wrażliwe na zmiany środowiskowe, o niepewnej płodności i miernym lub słabym poziomie użytkowości; są to zwierzęta niepożądane i tylko czasowo tolerowane w stadzie.